# Olszanka (Masovia)
Olszanka è un comune rurale polacco del distretto di Łosice, nel voivodato della Masovia.
Ricopre una superficie di 87,34 km² e nel 2004 contava 3 239 abitanti.